# Кец на једанаест
Кец на једанаест је српска телевизијска емисија која се од 2020. до 2024. године емитовала на телевизији К1.

## О емисији
У почетку је емисија конципирана као касни јутарњи програм који траје од 11 до 13 часова. Од децембра 2020. године, емисија се окреће формату дневног телевизијског магазина који се бави темама из света културе, уметности, спорта и другим темама из поп културе. Често у програму гостују саговорници и на актуелне теме које нису везане за забавни програм. У наредним годинама, емисија мења термине (помера се пола сата унапред и враћа се у стандардни термин) али не мења дужину трајања. Емисија је слободног карактера и често водитељи пробијају термин јер разговори са појединим гостима, поготово из света културе и уметности, могу да потрају и до четрдесет минута. Велики број јавних личности сматра ову емисију драгоценом јер је једна од ретких која даје велику минутажу култури и уметности, нарочито позоришту. Водитељски тандем Бошко Јаковљевић и Александра Јефтановић учинили су ову емисију препознатљивом јер већ дуги низ година сарађују на сличним емисијама.
У 2023. години водитељка Александра Јефтановић престала је да води емисију и Бошко Јаковљевић је неколико месеци потпуно сам водио емисију. Појачање емисије стигло је у јануару 2024. године када се Јелена Хелц придужила тиму након дугог одсуства са телевизије.
Крајем децембра 2024. емисија је престала са емитовањем. 

## Водитељи
- Бошко Јаковљевић (2020. - 2024.)
- Александра Јефтановић (2020. - 2023.)
- Јелена Хелц (2024.)